# Apache Hadoop
Az Apache Hadoop egy nyílt forráskódú keretrendszer, amely adat-intenzív elosztott alkalmazásokat támogat. Lehetővé teszi több száz vagy ezer alacsony költségű szerver fürtbe kapcsolását, hibatűréssel és lineáris skálázhatósággal. A platform a Google 2004-es MapReduce és Google File System cikkein alapul, de később önálló fejlődésnek indult az Apache Software Foundation gondozásában.

## Történet
A Hadoop projektet Doug Cutting és Mike Cafarella hozta létre 2005-ben, mint nyílt forráskódú keretrendszert nagy adatmennyiségek elosztott feldolgozására. Cutting, aki akkor a Yahoo!-nál dolgozott, fiának játék elefántjáról nevezte el a projektet. Eredeti céljuk a Nutch keresőmotor elosztott működésének támogatása volt, amihez a Google 2004-ben publikált MapReduce cikkéből merítettek ötleteket.

## Architektúra
A Hadoop fő részei:
- Hadoop Common, amely a fájlrendszerrel és a operációs rendszerrel kapcsolatos absztrakciókat tartalmazza, valamint azokat a szkripteket és programokat, amelyek a Hadoop rendszer indításához szükségesek
- MapReduce rendszer
- Hadoop Distributed File System (Hadoop elosztott fájlrendszer)

### Fájlrendszerek

#### HDFS
A HDFS (Hadoop Distributed File System - Hadoop Elosztott Fájlrendszer) egy elosztott, skálázható és hordozható fájlrendszer, amelyet a Hadoop rendszerhez írtak Java nyelven.

#### Más fájlrendszerek
A Hadoop bármilyen elosztott fájlrendszerrel együtt tud működni, amely az adott operációs rendszeren csatlakoztatható. Ennek ugyanakkor megvan az ára: a hely információk elvesztése. A hálózati forgalom csökkentéséhez a Hadoopnak tudnia kell, melyik szerverek vannak az adathoz közel, ezt az információt a Hadoop-specifikus adapterek tudják megadni.
A támogatott fájlrendszerek:
- Amazon S3 fájlrendszer. Ez azoknak a fürtöknek lehet hasznos, amelyek az Amazon EC2 szolgáltatásán futnak. Ez a fájlrendszer nem veszi figyelembe a rack elhelyezést, mivel távoli eléréssel működik.
- maprfs
- CloudStore, amely figyelembe veszi a rack elhelyezést
- FTP: minden adatot távolról hozzáférhető FTP szervereken tárol
- HTTP/HTTPS: egy csak olvasható filerendszer, amely http szerverekről olvas

### MapReduce implementáció
A Hadoop MapReduce implementációja a big data kötegelt feldolgozásának alapvető modelljét valósítja meg, amely két fő fázisból áll:

#### Főbb komponensek
- JobTracker (feladatütemező):
  - Kezeli a fürt erőforrásait
  - Ütemezi és monitorozza a MapReduce feladatokat
  - Hibakezelést végez
- TaskTracker (feladat-végrehajtó):
  - A csomópontokon fut
  - Végrehajtja a Map és Reduce feladatokat
  - Jelentést küld a JobTrackernek

#### Működési folyamat
1. Bemeneti adatok felosztása (input splits): a HDFS-ből beolvasott adatok logikai blokkokra bontása.
2. Map fázis: Párhuzamos feldolgozás több csomóponton, kulcs-érték párok generálása (⟨k₁,v₁⟩ → ⟨k₂,v₂⟩).
3. Shuffle és Sort: Azonos kulcsú értékek csoportosítása, rendezés kulcs szerint.
4. Reduce fázis: Összesítés és végeredmény generálás (⟨k₂,{v₂}⟩ → ⟨k₃,v₃⟩).
5. Kimeneti adatok írása: Eredmények tárolása HDFS-be.

#### Optimalizációs technikák
- Combiner: Lokális összesítés a Map fázis után (mini-reduce).
- Particionáló: A Reduce feladatok egyenletes elosztása.
- Spekulatív végrehajtás: Lassú csomópontok párhuzamos feldolgozása.

## Közismert felhasználók

### Yahoo!
A Yahoo! 2008 február 19-én indította el a Yahoo! Search Webmap szolgáltatását, amely állításaik szerint 10 000 CPU-maggal a legnagyobb Hadoop-ot futtató linux klaszter a világon. A rendszer által generált adatokat minden Yahoo! keresési eredmény felhasználja.
A Yahoo! több Hadoop fürtöt működtet és a HDFS fájlrendszereit valamint a MapReduce feladatait nem osztja el több adatközponton.

### Facebook
2010-ben a Facebook állítása szerint övék volt a legnagyobb Hadoop fürt összesen 21 PB adatkapacitással. 2011 július 7-én bejelentették, hogy az adatmennyiség 30 PB-ra nőtt, majd 2012 június 13-án 100 PB-ra. A cég 2012 november 8-i bejelentése szerint a Hadoop fürt tárolókapacitása naponta nagyjából fél petabyte-tal nő.

### Más felhasználók
- Twitter
- NetApp
- SAP AG[10]
- The New York Times
- LinkedIn[11]
- Microsoft
- Last.fm
- Akamai
- Apple[12]
- IBM
- eBay
- Ericsson
- AOL
- Amazon

## Fordítás
- Ez a szócikk részben vagy egészben  az   Apache Hadoop című angol Wikipédia-szócikk fordításán alapul.  Az eredeti cikk szerkesztőit annak laptörténete sorolja fel. Ez a jelzés csupán a megfogalmazás eredetét és a szerzői jogokat jelzi, nem szolgál a cikkben szereplő információk forrásmegjelöléseként.